# Autoritratto con tavolozza e pennelli
Autoritratto con tavolozza e pennelli è un dipinto a olio su tela (114x95 cm) realizzato nel 1665 circa dal pittore Rembrandt Harmenszoon Van Rijn.
È conservato a Kenwood House, Londra.
L'artista ormai sessantenne si ritrae al lavoro, nel suo studio: le radiografie eseguite mostrano che inizialmente la mano che regge la tavolozza e i pennelli era invece colta nell'atto di dipingere.
I cerchi presenti sullo sfondo hanno dato adito a diverse interpretazioni, da simboli cabalistici a mappamondi stilizzati, al concetto di universalità della pittura, ma nessuna ha trovato finora riscontri certi.